# Metirapone
Il metirapone è un farmaco usato nella diagnosi di insufficienza surrenalica e, occasionalmente, nel trattamento della sindrome di Cushing.

## Usi
Il metirapone può essere usato nella diagnosi di insufficienza surrenalica. Il test con metirapone può essere di aiuto nel verificare le cause della sindrome di Cushing. Nella maggior parte dei pazienti con disfunzione dell'ipofisi e/o microadenoma ipofisario si riscontra l'aumento della secrezione di ACTH in risposta al metirapone, mentre in presenza di tumori che producono ACTH no. I macroadenomi pituitari non sempre rispondono al metirapone. Il metirapone è utilizzato nella terapia dell'ipercortisolismo nella sindrome di Cushing (ACTH dipendente o indipendente). Lo scopo del trattamento è ottenere il controllo preoperatorio dell’ipercortisolismo o il controllo della malattia residua persistente nella fase postoperatoria (TSS, surrenectomia). Non è un trattamento definitivo a lungo termine, ma coadiuvante (la chirurgia è la terapia di prima scelta nella maggior parte delle cause della sindrome di Cushing). Un effetto collaterale della terapia è l'irsutismo (nelle donne) perché provoca la formazione di un eccesso di precursori degli androgeni. Un altro farmaco molto usato per il trattamento della malattia di Cushing è il ketoconazolo (un agente antifungino), che non provoca l'effetto collaterale dell'irsutismo.

### Usi sperimentali
Il metirapone è attualmente nei trial clinici sugli esseri umani per ridurre il ricordo di memorie emozionali in volontari sani. I volontari hanno mostrato una significativa compromissione della capacità di recuperare i ricordi con contenuto emotivo negativo, pur non alterando ricordi con contenuto neutro. Questo ha significative implicazioni per lo studio del processo di guarigione emotiva nel disturbo da stress post traumatico e l'utilizzo dello stesso come terapia. Per questo motivo nell'informazione non scientifica viene spesso nominato come pillola della felicità.

## Farmacologia

### Farmacodinamica
Il metirapone blocca la steroidogenesi del cortisolo agendo come un inibitore reversibile della 11β-idrossilasi. Questo stimola la secrezione dell'ormone adrenocorticotropo (ACTH), che a sua volta aumenta i livelli plasmatici di 11-desossicortisolo.